# Звенигородський Олександр Васильович
Олександр Васильович Звенигородський (нар. 1837 — 1902) — російський колекціонер, меценат.
Олександр Звенигородський зібрав унікальну колекцію візантійської емалі. За його ініціативою та його кошти була видана книга Н. П. Кондакова «История и памятники Византийской эмали» (СПб., 1892). Для видання книги він залучив крім відомого вченого, старшого зберігача імператорського Ермітажу, професора університету Н. П. Кондакова, також католицького священика І. Шульца, архітектора І. П. Ропега, офортиста Гальяра з Парижу.
Ця книга стала однією з найдорожчих для свого часу, приблизно 1000 карбованців золотом за примірник і не продавалася. Весь наклад призначався «коронованим персонам, відомим ученим і визначним бібліотекам». Всі примірники мали свій номер підписувалися самим Звенигородським, із вказівкою прізвища людини, котрій він призначався. Більшість примірників опинилась за кордоном — у королів Італії, Швеції, Румунії, Іспанії, турецького султана, Бухарського еміра, Австрійського імператора тощо. На теперішній час вартість книги оцінюється в 100 000 $.